# Leopoldius calceatus
Leopoldius calceatus är en tvåvingeart som först beskrevs av Camillo Rondani 1857.  Leopoldius calceatus ingår i släktet Leopoldius och familjen stekelflugor. Inga underarter finns listade i Catalogue of Life.